# Массовое убийство в Байкальске (2025)
Массовое убийство в Байкальске (2025) — нападение, совершённое 17-летним Михаилом Парамоновым в городе Байкальск (Иркутская область), в результате которого погибли 5 человек, включая самого нападавшего, ещё четверо подростков пострадали.

## Ход событий
27 мая четырнадцать подростков собрались на даче старшего брата Михаила Парамонова для празднования дня рождения 15-летней Анастасии, в которую, по свидетельствам знакомых ребят, был безответно влюблён Михаил. В течение дня подростки употребляли алкоголь, записывали видео в телеграм-каналы. Ближе к полуночи Михаил начал приставать к Анастасии, но другие гости заступились за девочку. Анастасия и ещё четверо подростков покинули вечеринку.
В 02:25, когда оставшиеся гости разошлись по спальным местам, Михаил взял канцелярский нож и поднялся на второй этаж дачи, где убил двух спящих подростков, после чего спустился на первый этаж и напал ещё на нескольких, которым удалось убежать и попросить помощи у соседей. Ещё два человека, ранее защищавшие именинницу, погибли на веранде. Одной девочке удаётся выжить, притворившись мёртвой. В 02:55, увидев приближение полиции, Михаил открыл газовый баллон, поджёг его и погиб в результате взрыва.

## Жертвы
В резне погибло 5 человек в возрасте от 13 до 17 лет, включая нападавшего, ещё четверо было ранено, один из них находится в тяжёлом состоянии.

## Последствия
В Байкальске объявлен трёхдневный траур.
По поручению Игоря Кобзева в регионе создали оперативный штаб. На месте происшествия работают сотрудники правоохранительных органов, заместитель губернатора Вячеслав Эглит и заместитель председателя правительства региона Валентина Вобликова.